# Schloßberg (Graz)
Schloßberg (njemački: Schloß = dvorac, Berg = brdo) je brdo u samom središtu Graza u Austriji. Uzdiže se oko 120 m iznad grada. Osim kule sa satom, koja je simbol grada, na brdu nalaze se i bunar dubok 98 metara i niz raznih građevina. Posjetitelji se mogu voziti uspinjačom. Nekoliko staza i cesta također vodi do brda.
U srednjem vijeku, Schloßberg bio je neobraslo brdo, na kojem je podignut dvorac, koja je više puta obnavljan. Smatrao se jednim od najjačih u Austriji, neprijateljske trupe nikada ga nisu mogle zauzeti. Posljednji pokušaj učinile su francuske napoleonske trupe 1809. godine. No Austrija je izgubila rat i mirom u Schönbrunnu odlučeno je da će se dvorac srušiti – sačuvane su samo dvije kule, kula sa satom i kula sa zvonikom jer su ih građani otkupili. Tridesetak godina nakon rušenja, barun von Welden počeo je preuređivati neobraslo brdo u park s brojnim šetnicama i biljem. U podrumskim svodovima koji su ostali nakon rušenja glavne zgrade dvorca, kasnije je izgrađena pozornica.
Tijekom Drugog svjetskog rata u unutrašnjosti brda nastao je razgranat sustav prolaza. Prekrivao je 6,3 km s korisnom površinom od više od 12,000 m². Sustav prolaza kojem se moglo pristupiti preko 20 ulaza korišten je kao zapovjedni centar i sklonište od zračnih napada za do 40,000 ljudi. Hodnici su djelomično otvoreni i danas. Koriste se kao pješačke staze, dvorane za razne priredbe i izložbe.
Vrh Schloßberga nalazi se na 469 metara nadmorske visine ili 100 metara iznad okolnog terena. Širina u bazi je 0,75 km. Oko Schloßberga vrlo je gusto naseljeno područje, s 1692 stanovnika po kvadratnom kilometru. Najtopliji mjesec je srpanj s prosječnom temperaturom od 24 °C, a najhladniji prosinac s −4 °C.
Schloßberg dio je starog grada Graza koji je 1999. godine uvršten na na UNESCO-ov popis mjesta svjetske baštine u Europi.

## Galerija
- Kula sa satom.
- Tunel u unutrašnjosti Schloßberga.
- Nekadašnji dvorac na Schloßbergu 1679. godine.
- Kula sa zvonikom na Schloßbergu.